# Єгеріште
Єгеріште (рум. Iegheriște) — село у повіті Сату-Маре в Румунії. Входить до складу комуни Кручишор.
Село розташоване на відстані 419 км на північний захід від Бухареста, 31 км на південний схід від Сату-Маре, 101 км на північ від Клуж-Напоки.

## Населення
За даними перепису населення 2002 року у селі проживали 546 осіб.
Національний склад населення села:
| Національність | Кількість осіб | Відсоток |
| -------------- | -------------- | -------- |
| румуни         | 533            | 97,6%    |
| угорці         | 13             | 2,4%     |

Рідною мовою назвали:
| Мова      | Кількість осіб | Відсоток |
| --------- | -------------- | -------- |
| румунська | 537            | 98,4%    |
| угорська  | 9              | 1,6%     |